# 埃里克·沙利文
埃里克·沙利文（英語：Erik Sullivan，1972年8月9日—），美国男子排球运动员、教練。他曾代表美国国家队参加2000年和2004年夏季奥林匹克运动会排球比赛，最好成绩为2004年奥运会的第四名。現時為美国國家女子排球队主教練。